# I campi scarlatti
I campi scarlatti (De røde enge) è un film del 1945 diretto Bodil Ipsen e Lau Lauritzen.
Il soggetto è basato sul libro con lo stesso nome del combattente della resistenza Ole Valdemar Juul. Vinse il Grand Prix du Festival International du Film come miglior film al Festival di Cannes 1946.

## Trama
Michael, un giovane danese, si trova nella prigione della Gestapo in attesa della sua esecuzione e ripensa agli eventi recenti che hanno portato alla sua cattura.
Nella campagna danese, assieme ai suoi compagni, sta attendento un volo da Londra che dovrebbe portare armi ed esplosivi destinati alla resistenza. Viene scoperto da una pattuglia nazista, riesce però a scappare dopo una sparatoria. Subito dopo incrocia un'auto guidata da un ufficiale che uccide per sostituirsi a lui e raggiungere senza problemi la fidanzata Ruth che lo aspetta in un hotel della capitale Copenaghen.  
Toto, il capo della resistenza, sta aspettando notizie da Michael ma il sospetto che all'interno del suo gruppo ci sia una talpa gli fa posticipare l'attentato che aveva previsto a breve. Un altro membro del gruppo, Dreyer, viene arrestato, Ruth e Michael lasciano la capitale per una casa di campagna dove lei gli confida la sua paura di perderlo. 
Finalmente il momento di mettere in atto il sabotaggio è arrivato, ma il gruppo viene sorpreso dai soldati tedeschi, il sospetto che tra di loro ci sia una talpa è quindi diventato realtà ma sebbene ferito, Michael porta a compimento il piano prima di essere catturato. 
Durante la prigionia Michael, nonostante le torture, non cede e cerca di capire chi sia la talpa all'interno del suo gruppo. Con l'aiuto di Steinz, una guardia che odia la guerra e i nazisti, manda un messaggio ai suoi camerati "la mela è marcia". Il gruppo riesce a scoprire in Prikken l'informatore che viene subito condannato a morte.
Steinz accompagna Michael verso il luogo dell'esecuzione e gli rivela che la sua famiglia è rimasta uccisa da un attacco aereo alleato. Michael gli propone la fuga ma l'uomo rifiuta e si spara nell'automezzo lasciando a Michael la possibilità di raggiungere Ruth con la quale fugge in Svezia subito dopo aver avvisato Toto.